# سرطانة حرشفية الخلايا الرئوية
السرطانة حرشفية الخلايا (بالإنجليزية: Squamous-cell carcinoma، واختصارًا: SCC) الرئوية هي نوع نسيجي لسرطانة الرئة غير صغيرة الخلايا (NSCLC). وهي ثاني أكثر أنواع سرطانات الرئة انتشاراً بعد السرطانة الغدية الرئوية، وتنشأ في القصبات الهوائية. تأخذ الخلايا السرطانية مظهرًا حرشفيًا مشابهًا لمظهر الخلايا في البشرة. ترتبط السرطانة حرشفية الخلايا في الرئة بتدخين التبغ أكثر من أي نوع آخر من سرطانات الرئة غير صغيرة الخلايا.

## الأعراض والعلامات
تشترك السرطانة حرشفية الخلايا مع باقي أنواع سرطانات الرئة بالأعراض والعلامات. تشمل هذه الأعراض سعالًا متفاقمًا قد ينطوي على نفث دموي وألم في الصدر وزلة تنفسية ونقص الوزن. قد تنجم الأعراض عن الغزو الموضعي أو انضغاط البنى المجاورة كالمريء، ما يسبب عسر البلع أو الأعصاب الحنجرية، ويؤدي ذلك إلى تغير في الصوت أو الوريد الأجوف العلوي، ما يسبب توذم الوجه. قد تسبب الانتقالات البعيدة أيضاً آلامًا وأعراضًا متعلقة بالأعضاء الأخرى المصابة.

## الأسباب

### عوامل الخطورة
ترتبط السرطانة حرشفية الخلايا في الرئة ارتباطاً وثيقاً بالتدخين أكثر من باقي أنواع سرطانات الرئة. وفقاً لدراسة صحة التمريض، فالخطر النسبي للإصابة بالسرطانة حرشفية الخلايا بين أولئك الذين كانوا مدخنين لفترة بين سنة إلى 20 سنة، والذين تتراوح أعمارهم بين 20-30 سنة، حوالي 5.5 أضعاف احتمال الإصابة لدى الأشخاص الذين لم يدخنوا خلال حياتهم.

## الآلية

### الإمراضية
ميزت دراسات مثل أطلس جينوم السرطان بشكل منهجي التغيرات الجسدية المتكررة التي من المحتمل أن تؤدي إلى بدء وتطور السرطانة حرشفية الخلايا.

#### الطفرات الجينية وتعديلات أرقام النسخ
تُعدّ السرطانة حرشفية الخلايا إحدى أنواع الأورام التي تضم أكبر عدد من الطفرات، وذلك لأن التدخين، وهو المحرك الرئيسي للمرض، هو أحد أقوى العوامل المطفرة.
تؤثر الطفرات المعطلة في السرطانة حرشفية الخلايا في الرئة على العديد من الجينات الكابحة للورم مثل تي بّي 53 (طافر في 81% من الحالات) إم إل إل 2 (20%) سي دي كيه إن (15%) كيه إي إيه بّي 1 (12%) وبّي تي إي إن (8%). لوحظت الطفرات المسببة لخسارة في الوظيفة أيضاً في إن أو تي سيه إتش (8%)، ما يقترح وجود دور ورمي كابح لهذا الجين في السرطانة حرشفية الخلايا في الرئة، والذي يُعتبر جيناً ورمياً في بعض سرطانات الدم أيضاً. من ناحية أخرى، وُجدت أيضاً بعض الجينات الورمية التي تسبب كسبًا في الوظيفة مثل بّي آي كيه 3 سيه إيه (16%) وإن إف إي 2 إل 2 (15%).
وجدت بعض الجينات الورمية الشائعة المسببة لتضخيم أرقام الانتساخ، وهي إس أو إكس 2 وبّي دي جي إف آر إيه وإي جي إف آر وإف جي إف آر 1 وسيه سيه إن دي 1. لوحظ بعض الخبن في الكابحات الورمية مثل سيه دي كيه إن 2 إيه وبّي تي إي أن وإن إف 1.
تشارك بعض التعديلات، مثل تلك التي تؤثر على تي بّي 53 وسيه دي كيه إن 2 إيه، في السرطانة حرشفية الخلايا وبعض الأنواع الأخرى الأكثر شيوعاً من السرطانات الرئوية غير صغيرة الخلايا والسرطانة الغدية الرئوية. خلافًا لذلك، فمن النادر أن تكون الجينات الورمية الطافرة إي جي إف آر وكيه آر إيه إس، التي تساهم في حدوث السرطانة الرئوية الغدية عادةً، موجودة في السرطانة حرشفية الخلايا.

#### السبل الجسدية المعدلة
تطرأ العديد من الطفرات الجينية والتعديلات في أرقام الانتساخ على السبل التي يبدو أن تحريرها مهم لبدء وتطور الورم. ينتمي كيه إي إيه بّي 1 وإن إف إي 2 إل 2، لسبل الاستجابة التأكسدية الجهدية، تميل التعديلات في هذه الجينات لأن تحصل بشكل متعارض، وبالتالي يتعدل هذا السبيل بشكل عام في أكثر من 30% من الحالات. وبالمثل، تحصل تعديلات في مسار تمايز الخلايا الحرشفية الذي تضم مكوناته إس أو إكس 2 وتي بّي 63 وإن أو تي سيه إتش 1 في 44% من الأورام.
تعد التعديلات في مسار مستقبلات التيروزين كيناز شائعة أيضاً ولكنها ليست واسعة الانتشار كحال السرطانة الغدية الرئوية.

## التشخيص
تنشأ السرطانة غالباً بشكل مركزي في القصبات الأكبر، وبينما تنتشر إلى العُقَدُ اللِّمْفِيَّةُ الموضعية (خاصةً العُقَدُ اللِّمْفِيَّةُ النَّقِيرِيَّة) خلال بداية نشأتها، تتأخر نسبياً في الانتشار خارج القفص الصدري نسبةً إلى الأنواع الرئيسية الأخرى لسرطان الرئة. قد يحصل تنخر مركزي في الأورام الكبيرة مما يؤدي إلى نشوء تجوف. تسبق ظهور السرطانة حرشفية الخلايا غالباً سنوات من الحؤول أو خلل التنسج حرشفي الخلايا في الظهارة التنفسية للقصبات الهوائية، والذي يتحول لاحقاً إلى سرطانة في الموضع.
يمكن تحديد الخلايا الشاذة في السرطانة في الموضع عن طريق إجراء لطاخة خلوية للبلغم أو الغسالة القصبية السنخية أو عينات من تنظير القصبات. السرطانة في الموضع غير عرضية وغير قابلة للكشف في صور الأشعة السينية.
تصبح عرضية في نهاية المطاف، عادةً عندما يبدأ الورم بسد لمعة القصبات الرئيسية، ويسبب عادةً انخماصًا بعيدًا والتهابًا، ويغزو النسيج الرئوي المحيطي في نفس الوقت. تتراوح هذه الأورام في الهيستوباثولوجيا من متمايزة بشكل جيد، والتي تُظهر لآلئ الكيراتين والاتصالات الخلوية، إلى كشمية، والتي تُظهر الحد الأدنى من المعالم الحرشفية المتبقية.

## العلاج
يعتمد علاج السرطانة حرشفية الخلايا على العديد من العوامل بما فيها المرحلة والقابلية للاستئصال والحالة الوظيفية والتعديلات الجينية التي اكتسبها الورم الفرادي.
يشبه علاج السرطانة حرشفية الخلايا في مراحله الباكرة علاج الأنواع النسيجية الأخرى من السرطانة الرئوية غير صغيرة الخلايا. يعتمد علاج المراحل الباكرة (1 و2 و3 أ) من السرطانة الرئوية حرشفية الخلايا على الاستئصال الجراحي، ومن الممكن اللجوء للعلاج الكيماوي القاتل للخلايا أو العلاج الشعاعي كعلاجات متممة للجراحة. من ناحية أخرى، فالأنماط المتقدمة أو المنتقلة أو الناكسة من السرطانة الرئوية حرشفية الخلايا تُعطى الخط الأول من العلاج الجهازي مع نية تلطيفية (أي غير شافية)، ويتكون من العلاج الكيماوي السام للخلايا الذي ينطوي عادةً على جرعة مضاعفة من البلاتين. يستخدم إما سيسبلاتين أو كاربوبلاتين كعمود أساسي في العلاج المعتمد على البلاتين.
كان تطور العلاجات الهدفية أقل سرعةً في مجال علاج السرطانة الحرشفية الرئوية مع استثناء السرطانة الغدية الرئوية. إعادة الترتيب الطارئة على جينات إيه إل كيه والطفرات الطارئة على إي جي إف آر المستهدفة من مثبطات مستقبلي التيروزين كيناز كانت أقل تواتراً في السرطانة الحرشفية مقارنةً بالغدية.

## الوبائيات
السرطانة حرشفية الخلايا في الرئة هي ثاني أشيع نوع نسيجي لسرطانات الرئة بعد السرطانة الغدية، إذ بلغت نسبة 22.6% من جميع حالات سرطان الرئة اعتباراً من عام 2012. كان معدل الوقوع النسبي للسرطانة حرشفية الخلايا في انخفاض مستمر لصالح السرطانة الغدية، وذلك بسبب انخفاض معدلات التدخين في السنوات القليلة الماضية.
يُعزى ما يصل إلى 91% من حالات السرطانة الحرشفية في الرئة إلى التدخين، وكانت نسبة حصولها لدى الرجال أعلى منها لدى النساء.